# Cadena Perpetua (álbum)
Cadena Perpetua es el primer disco y trabajo de estudio de la banda argentina del mismo nombre. Aquí están expuestas las influencias punk de sus inicios.

## Lista de temas
1. "Milagros y mentiras"
2. "No quiero flores"
3. "Algo confuso"
4. "Por una cabeza"
5. "Ya no ves el sol"
6. "Yo no soy como vos"
7. "¿Quién sos?"
8. "Luisito"
9. "En esta vida"
10. "Enfrentalos"
11. "Te volveremos a ver"
12. "No lo cambiarán"
13. "Mundo al revés"
14. "El sueño del pibe"
15. "Juventud suicida"

## Ficha técnica
- Hernan Valente: Guitarra y voz
- Eduardo Graziadei: Bajo y coros
- Gabriel Rios: Batería
- Grabado y mezclado por Marcelo Depetro en el Estudio Tec-Son en septiembre de 1995.
- Producción Ejecutiva: Frost Bite Records.
- Producción Artística: Marcelo Depetro y Cadena Perpetua.

- Datos: Q5738903